# Le Gosier
Le Gosier är en kommun i det franska utomeuropeiska departementet Guadeloupe i Västindien. Kommunen ligger i kantonerna Le Gosier och Les Abymes-3 som ligger i arrondissementet Pointe-à-Pitre. År 2022 hade Le Gosier 27 205 invånare.

## Befolkningsutveckling
| Befolkningsutvecklingen i Le Gosier 1990–2021 | Befolkningsutvecklingen i Le Gosier 1990–2021 | Befolkningsutvecklingen i Le Gosier 1990–2021 | Befolkningsutvecklingen i Le Gosier 1990–2021 | Befolkningsutvecklingen i Le Gosier 1990–2021 |
| --------------------------------------------- | --------------------------------------------- | --------------------------------------------- | --------------------------------------------- | --------------------------------------------- |
|                                               |                                               |                                               |                                               |                                               |
| År                                            |                                               |                                               | Folkmängd                                     |                                               |
| 1990                                          | 1990                                          |                                               | 20 688                                        |                                               |
| 1999                                          | 1999                                          |                                               | 25 360                                        |                                               |
| 2007                                          | 2007                                          |                                               | 27 193                                        |                                               |
| 2015                                          | 2015                                          |                                               | 27 057                                        |                                               |
| 2021                                          | 2021                                          |                                               | 27 184                                        |                                               |